# Leo Blumenreich

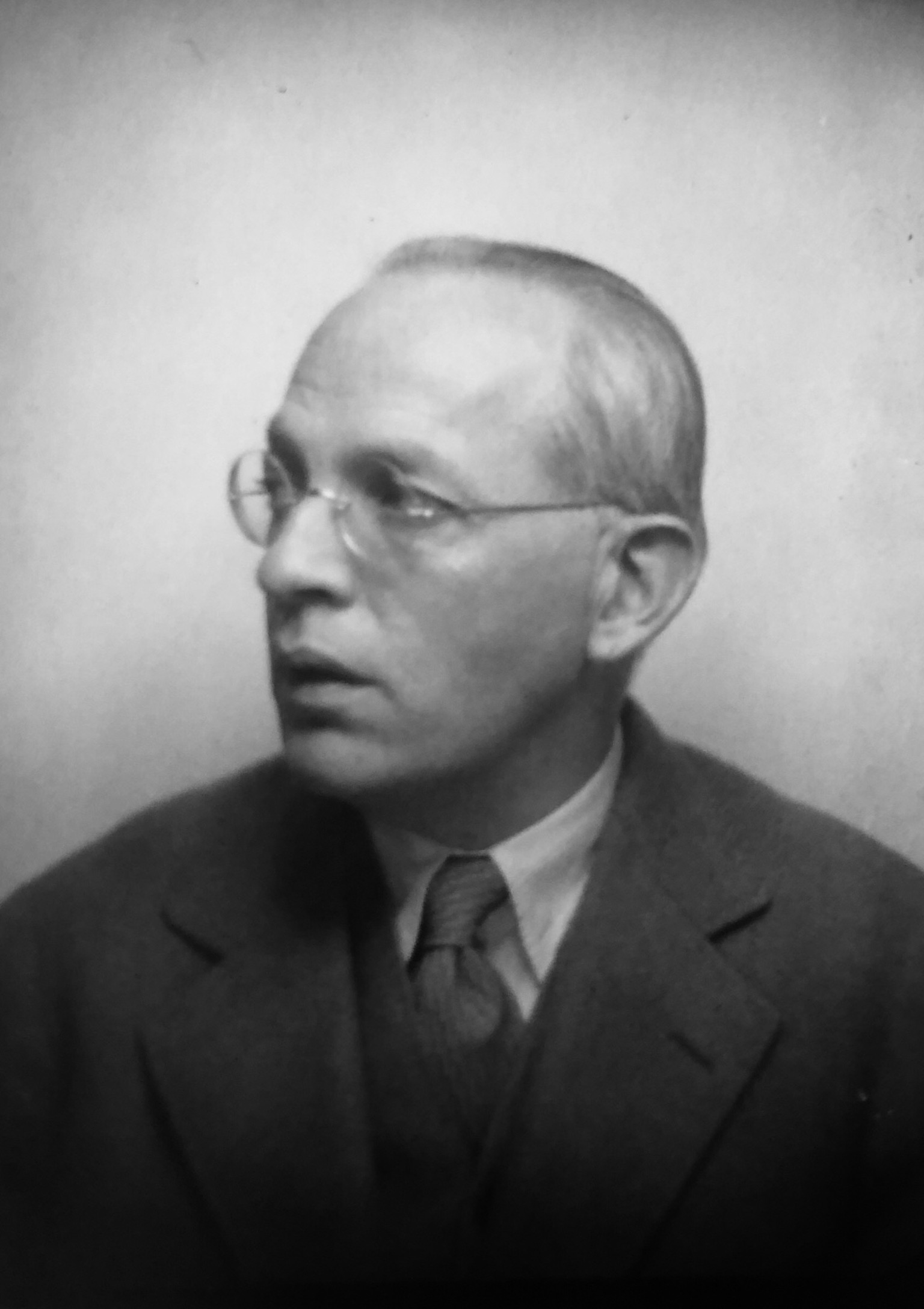
Leo Blumenreich

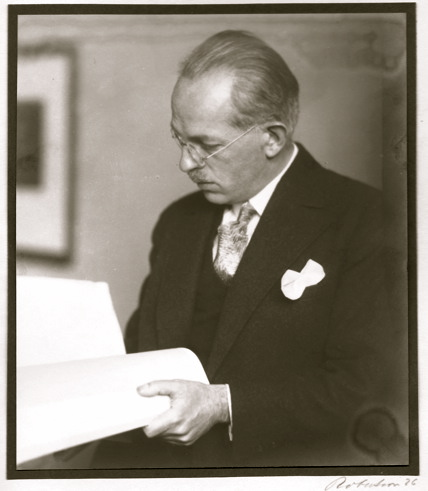
Leo Blumenreich, 1926. Foto von Lili Baruch.

Leo Blumenreich, eigentlich Leonard Lewy (* 18. September 1884 in Berlin; † 12. Mai 1932 ebenda) war ein deutscher Kunsthändler, Sammler und Mäzen.

## Leben
Blumenreich wurde als vierter Sohn (von sechs Kindern) des Paul Philipp Blumenreich (1849–1907) und seiner Ehefrau Adele (geb. Fränkel, 1850–1885) geboren. Sein Vater war Schriftsteller, Journalist und Buchhändler sowie Mitbegründer und Direktor des 1896 erbauten Theaters des Westens in Berlin. Nach dem frühen Tod der Mutter heiratete der Vater in zweiter Ehe Gertrud Lewissohn und in dritter Ehe 1891 die österreichische Schriftstellerin Franziska von Kapff-Essenther. Leos ältester Bruder Arnold (1875–1943) war ebenfalls Buch- und Kunsthändler, zunächst in Breslau, später in Berlin. Ein weiterer älterer Bruder Walter (1880–1940) leitete eine Buchhandlung ebenda.
Nach Abschluss des Luisengymnasiums in Berlin am 18. März 1898 fuhr der 15-jährige Leo mit Vater, Bruder und Schwester nach New York, wo Paul Blumenreich drei Jahre Direktor des dortigen Deutschen Theaters war. Im Juni 1902 kehrte Leo aus Amerika zurück und zog nach Wien, wo er eine vierjährige Ausbildung im Antiquariatsbuchhandel machte. Danach ging er für ein Jahrespraktikum zu einem großen Pariser Antiquariat. Vom Sommersemester 1908 bis zum Ende des Sommersemesters 1909 studierte er Kunstgeschichte und Philosophie an der Friedrich-Wilhelms-Universität in Berlin und war ein Schüler bei Heinrich Wölfflin und Max J. Friedländer, mit dem ihn eine lebenslange Freundschaft verband. Zu Friedländers 60. Geburtstag 1927 veröffentlichte Blumenreich ein Verzeichnis dessen Schriften.
1909 erschien Blumenreichs Übersetzung des Rembrandt-Buches von Jozef Israëls.
Von 1916 bis 1923 Mitinhaber und Leiter der Galerie Paul Cassirer war. Dort übernahm er die Abteilung der alten Kunst und erarbeitete und organisierte Ausstellungen von Künstlern wie Max Beckmann, Oskar Kokoschka, Hermann Huber, Ernst Barlach, Martin Bloch und Edvard Munch. Zweimal reiste er mit dem Kunsthistoriker Curt Glaser nach Oslo und besuchte Munchs Atelier.

1923 erwarb Blumenreich ein Grundstück in Berlin-Grunewald Wildpfad 28 und beauftragte den Architekten Fritz Ruhemann mit dem Bau einer Villa. In seinem Haus schmückte er die Wände mit Werken aus seiner Zeichnungssammlung, u. a. von Meistern wie Tiepolo, Rembrandt oder Rubens. 

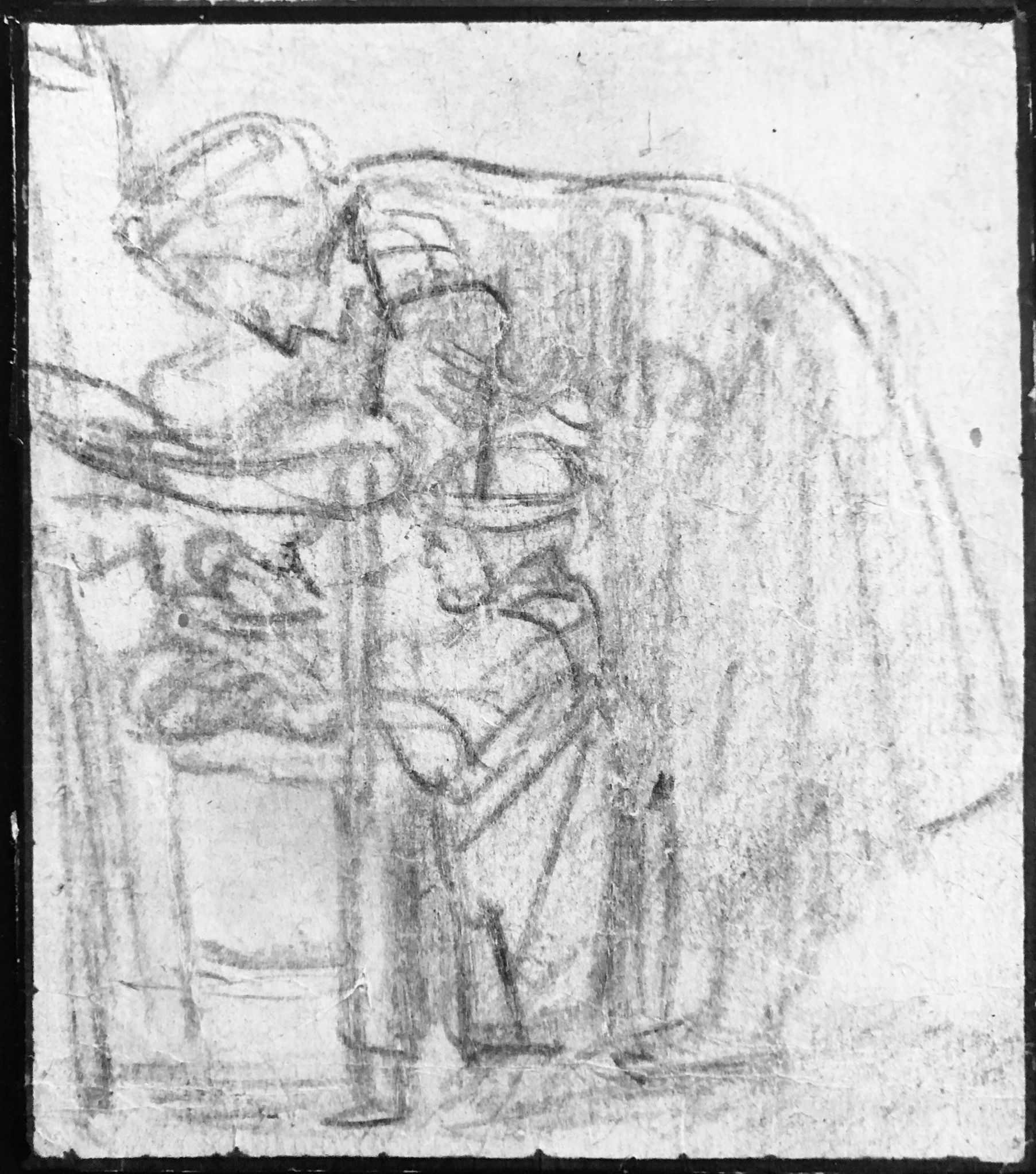
Genreszene von Rembrandt aus der Sammlung Blumenreich

1917 eröffnete er seine Galerie am Schöneberger Ufer 37. Er spezialisierte sich auf niederländische Kunst sowie auf Zeichnungen und Grafiken alter Meister. Im April 1928 zog er in die Viktoriastraße 21.
Blumenreich arbeitete mit vielen bekannten Kunsthändlern zusammen und unternahm zahlreiche Geschäftsreisen durch ganz Europa, wie z. B. nach Portugal und Spanien mit Julius Böhler, nach St. Petersburg und Moskau zwischen 1926 und 1929 mit Franz Catzenstein – Matthiesen (heute Galerie Matthiesen, London), sowie mit G. Colnaghi und Joseph Duveen aus London. In Berlin pflegte er enge Kontakte zur Galerie Dr. Fritz Goldschmidt & Dr. Victor Wallerstein.
Leo Blumenreich schenkte viele Kunstwerke, die sich heute im Kunstgewerbemuseum, im Bode-Museum und im Kupferstichkabinett in Berlin und in Kunsthalle Bremen befinden.

## Ehen

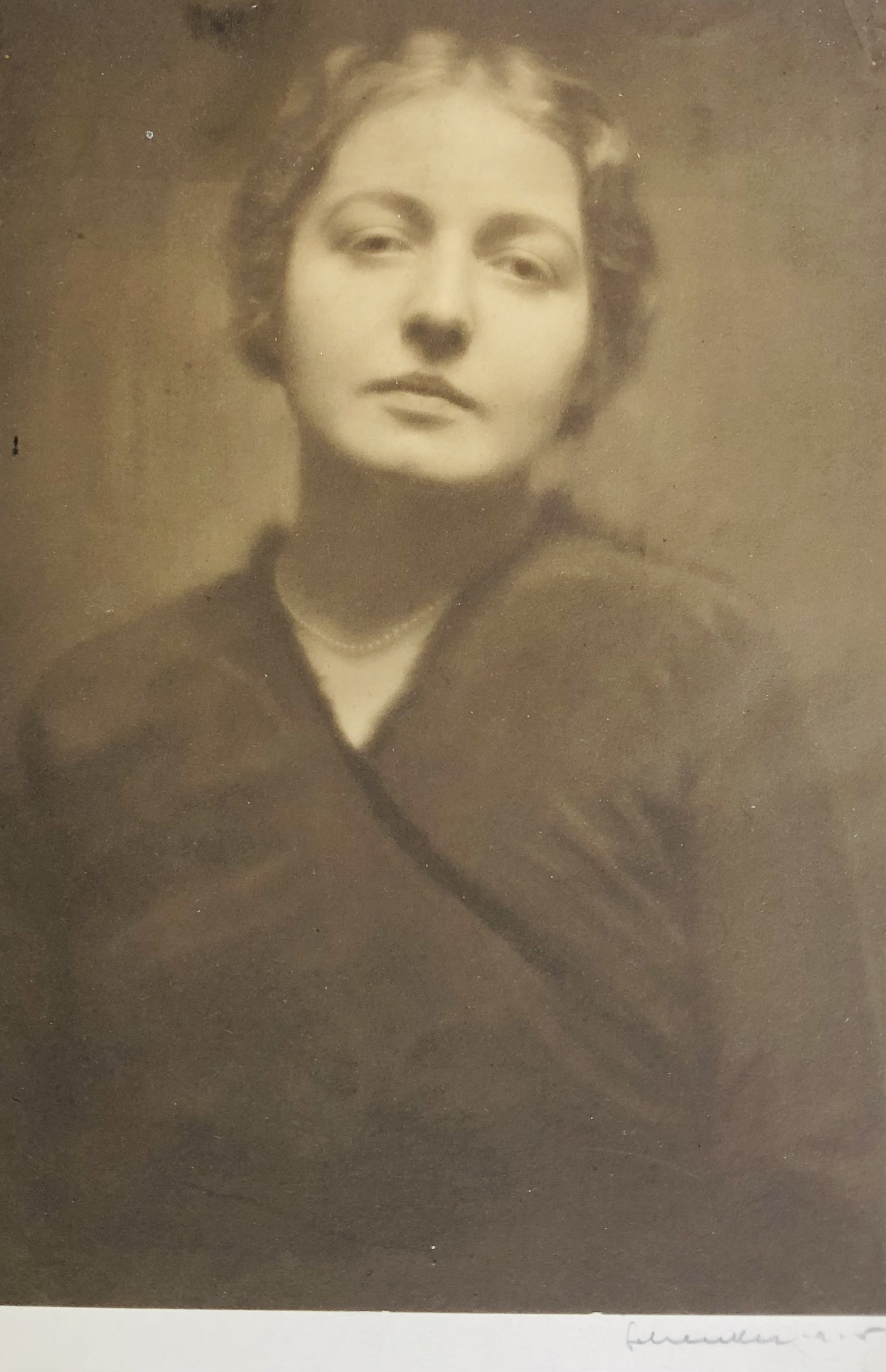
Hannah Cassirer, geb. Sotschek. Foto von Karl Schenker, 1915.

Blumenreich heiratete in London im Oktober 1913 Witwe Emmy Simon-Bermann (1871–1923), die zwei Söhne aus ihrer ersten Ehe hatte.
Am 24. April 1924 heiratete er in Berlin Hannah Cassirer, geb. Sotschek (1887–1974), die Exfrau von Alfred Cassirer und Mutter seiner Stieftochter Eva Cassirer (1920–2009).

## Schriften
- als Übersetzer: Jozef Israëls: Rembrandt. Harmonie, Verlagsgesellschaft für Literatur und Kunst, Berlin 1909.
- Verzeichnis der Schriften Max J. Friedländers. de Gruyter, Berlin 1927.